# Plavání na mistrovství světa v plaveckých sportech 1986
Závody v plavání v olympijském 50 m bazénu na mistrovství světa v plaveckých sportech za rok 1986 proběhly v Madridu, Španělsko ve dnech 13. až 23. srpna 1986.

## Výsledky

### Individuální disciplíny
| Muži                 | Zlato                       | Zlato    | Stříbro                     | Stříbro  | Bronz                           | Bronz    |
| -------------------- | --------------------------- | -------- | --------------------------- | -------- | ------------------------------- | -------- |
| 50 m volný způsob    | Thomas Jager (USA)          | 22,49    | Dano Halsall (SUI)          | 22,80    | Matthew Biondi (USA)            | 22,85    |
| 100 m volný způsob   | Matthew Biondi (USA)        | 48,94    | Stéphan Caron (FRA)         | 49,73    | Thomas Jager (USA)              | 49,79    |
| 200 m volný způsob   | Michael Gross (FRG)         | 1:47,92  | Sven Lodziewski (GDR)       | 1:49,12  | Matthew Biondi (USA)            | 1:49,43  |
| 400 m volný způsob   | Rainer Henkel (FRG)         | 3:50,05  | Uwe Dassler (GDR)           | 3:51,26  | Daniel Jorgensen (USA)          | 3:51,33  |
| 1500 m volný způsob  | Rainer Henkel (FRG)         | 15:05,31 | Stefano Battistelli (ITA)   | 15:14,80 | Daniel Jorgensen (USA)          | 15:16,23 |
| 100 m znak           | Igor Poljanskij (URS)       | 55,58    | Dirk Richter (GDR)          | 56,49    | Sergej Zabolotnov (URS)         | 56,57    |
| 200 m znak           | Igor Poljanskij (URS)       | 1:58,78  | Frank Baltrusch (GDR)       | 2:01,11  | Frank Hoffmeister (FRG)         | 2:02,42  |
| 100 m motýlek        | Pablo Morales (USA)         | 53,54    | Matthew Biondi (USA)        | 53,67    | Andrew Jameson (GBR)            | 53,81    |
| 200 m motýlek        | Michael Gross (FRG)         | 1:56,53  | Anthony Mosse (NZL)         | 1:58,36  | Benny Nielsen (DEN)             | 1:59,09  |
| 100 m prsa           | Victor Davis (CAN)          | 1:02,71  | Gianni Minervini (ITA)      | 1:03,00  | Dmitrij Volkov (URS)            | 1:03,30  |
| 200 m prsa           | József Szabó (HUN)          | 2:14,27  | Victor Davis (CAN)          | 2:14,93  | Steven Bentley (USA)            | 2:16,51  |
| 200 m polohový závod | Tamás Darnyi (HUN)          | 2:01,57  | Alexander Baumann (CAN)     | 2:02,34  | Vadym Jaroščuk (URS)            | 2:02,61  |
| 400 m polohový závod | Tamás Darnyi (HUN)          | 4:18,98  | Vadym Jaroščuk (URS)        | 4:22,03  | Alexander Baumann (CAN)         | 4:22,58  |
| Ženy                 | Zlato                       | Zlato    | Stříbro                     | Stříbro  | Bronz                           | Bronz    |
| 50 m volný způsob    | Tamara Costacheová (ROU)    | 25,28    | Kristin Ottová (GDR)        | 25,50    | Marie-Thérèse Armenterová (SUI) | 25,93    |
| 100 m volný způsob   | Kristin Ottová (GDR)        | 55,05    | Jenna Johnsonová (USA)      | 55,70    | Cornelia van Bentumová (NED)    | 55,79    |
| 200 m volný způsob   | Heike Friedrichová (GDR)    | 1:58,26  | Manuela Stellmachová (GDR)  | 1:58,90  | Mary T. Meagherová (USA)        | 2:00,14  |
| 400 m volný způsob   | Heike Friedrichová (GDR)    | 4:07,45  | Astrid Straußová (GDR)      | 4:09,16  | Sarah Hardcastleová (GBR)       | 4:09,85  |
| 800 m volný způsob   | Astrid Straußová (GDR)      | 8:28,24  | Katja Hartmannová (GDR)     | 8:28,44  | Deborah Babashoffová (USA)      | 8:34,04  |
| 100 m znak           | Elizabeth Mitchellová (USA) | 1:01,74  | Kathrin Zimmermannová (GDR) | 1:02,17  | Natalija Šibajevová (URS)       | 1:02,25  |
| 200 m znak           | Cornelia Sirchová (GDR)     | 2:11,37  | Elizabeth Mitchellová (USA) | 2:11,39  | Kathrin Zimmermannová (GDR)     | 2:11,45  |
| 100 m motýlek        | Kornelia Greßlerová (GDR)   | 59,51    | Kristin Ottová (GDR)        | 59,66    | Mary T. Meagherová (USA)        | 59,98    |
| 200 m motýlek        | Mary T. Meagherová (USA)    | 2:08,41  | Kornelia Greßlerová (GDR)   | 2:10,66  | Birte Weigangová (GDR)          | 2:10,68  |
| 100 m prsa           | Sylvia Geraschová (GDR)     | 1:08,11  | Silke Hörnerová (GDR)       | 1:08,41  | Tanja Bogomilovová (BUL)        | 1:08,52  |
| 200 m prsa           | Silke Hörnerová (GDR)       | 2:27,40  | Tanja Bogomilovová (BUL)    | 2:27,66  | Allison Higsonová (CAN)         | 2:31,34  |
| 200 m polohový závod | Kristin Ottová (GDR)        | 2:15,56  | Jelena Děnděberovová (URS)  | 2:15,84  | Kathleen Nordová (GDR)          | 2:16,05  |
| 400 m polohový závod | Kathleen Nordová (GDR)      | 4:43,75  | Michelle Griglioneová (USA) | 4:44,07  | Noëmi Lungová (ROU)             | 4:45,44  |

### Štafety
| Muži                   | Zlato | Zlato   | Stříbro | Stříbro | Bronz | Bronz   |
| ---------------------- | --- | ------- | --- | ------- | --- | ------- |
| 4×100 m volný způsob   | USA (USA) (Thomas Jager, Michael Heath, Paul Wallace, Matthew Biondi, (r)James Born, (r)Asa Lawrence, (r)Paul Wallace)                                                                        | 3:19,89 | Sovětský svaz (URS) (Gennadij Prigoda, Nikolaj Jevsejev, Sergej Smirjagin, Alexej Markovskij, (r)Veniamin Tajanovič)                                                                  | 3:21,14 | Východní Německo (GDR) (Dirk Richter, Jörg Woithe, Sven Lodziewski, Steffen Zesner, (r)Matthias Lutze)                                                                       | 3:21,47 |
| 4×200 m volný způsob   | Východní Německo (GDR) (Lars Hinneburg, Thomas Flemming, Dirk Richter, Sven Lodziewski, (r)Steffen Zesner)                                                                                    | 7:15,91 | Západní Německo (FRG) (Rainer Henkel, Michael Gross, Alexander Schowtka, Thomas Fahrner, (r)Dirk Korthals, (r)Stefan Pfeiffer)                                                        | 7:15,96 | USA (USA) (Eric Boyer, Michael Heath, Daniel Jorgensen, Matthew Biondi, (r)Michael O'Brien)                                                                                  | 7:18,29 |
| 4×100 m polohový závod | USA (USA) (Daniel Veatch, David Lundberg, Pablo Morales, Matthew Biondi, (r)Mark Rhodenbaugh, (r)Steven Bentley, (r)Craig Oppel, (r)Thomas Jager)                                             | 3:41,25 | Západní Německo (FRG) (Frank Hoffmeister, Bert Göbel, Michael Gross, André Schadt, (r)Rene Schaffgans, (r)Alexander Schowtka)                                                         | 3:42,26 | Sovětský svaz (URS) (Igor Poljanskij, Dmitrij Volkov, Alexej Markovskij, Nikolaj Jevsejev, (r)Sergej Zabolotnov, (r)Eduard Klimenťjev, (r)Sergej Garro, (r)Sergej Smirjagin) | 3:42,63 |
| Ženy                   | Zlato | Zlato   | Stříbro | Stříbro | Bronz | Bronz   |
| 4×100 m volný způsob   | Východní Německo (GDR) (Kristin Ottová, Manuela Stellmachová, Sabina Schulzeová, Heike Friedrichová, (r)Kornelia Greßlerová, (r)Sabina Schulzeová, (r)Karen Königová, (r)Nadja Bergknechtová) | 3:40,57 | USA (USA) (Jenna Johnsonová, Dara Torresová, Mary T. Meagherová, Elizabeth Mitchellová, (r)Laura Walkerová, (r)Aimee Berzinsová, (r)Mary Wayteová)                                    | 3:44,04 | Nizozemsko (NED) (Cornelia van Bentumová, Laura Leideritzová, Karin Brienesseová, Annemarie Verstappenová)                                                                   | 3:46,89 |
| 4×200 m volný způsob   | Východní Německo (GDR) (Manuela Stellmachová, Astrid Straußová, Nadja Bergknechtová, Heike Friedrichová, (r)Katja Hartmannová, (r)Karen Königová)                                             | 7:59,33 | USA (USA) (Elizabeth Mitchellová, Mary T. Meagherová, Kimberley Brownová, Mary Wayteová, (r)Julianne Brossmanová, (r)Kimberley Brownová, (r)Deborah Babashoffová, (r)Laura Walkerová) | 8:02,12 | Nizozemsko (NED) (Annemarie Verstappenová, Jolande van der Meerová, Marianne Muisová, Cornelia van Bentumová, (r)Mildred Muisová)                                            | 8:09,59 |
| 4×100 m polohový závod | Východní Německo (GDR) (Kathrin Zimmermannová, Sylvia Geraschová, Kornelia Greßlerová, Kristin Ottová, (r)Manuela Stellmachová)                                                               | 4:04,82 | USA (USA) (Elizabeth Mitchellová, Jennifer Hauová, Mary T. Meagherová, Jenna Johnsonová, (r)Anne Mahoneyová, (r)Cara Hafnerová, (r)Kara McGrathová, (r)Laura Walkerová)               | 4:07,75 | Nizozemsko (NED) (Jolanda de Roverová, Petra van Staverenová, Cornelia van Bentumová, Annemarie Verstappenová)                                                               | 4:10,70 |

## Medailová bilance
V plavání se rozdělilo celkem 32 sad medailí.
| Pořadí | Stát                                   |       | Muži    | Muži  | Muži  |         | Ženy  | Ženy  | Ženy    |       | Muži + Ženy | Muži + Ženy | Muži + Ženy | Celkem |
| Pořadí | Stát                                   | Zlato | Stříbro | Bronz | Zlato | Stříbro | Bronz | Zlato | Stříbro | Bronz |             |             |             | Celkem |
| ------ | -------------------------------------- | ----- | ------- | ----- | ----- | ------- | ----- | ----- | ------- | ----- | ----------- | ----------- | ----------- | ------ |
| 1.     | Východní Německo (GDR)                 |       | 1       | 4     | 1     |         | 13    | 8     | 3       |       | 14          | 12          | 4           | 30     |
| 2.     | USA (USA)                              |       | 5       | 1     | 7     |         | 2     | 6     | 3       |       | 7           | 7           | 10          | 24     |
| 3.     | Západní Německo (FRG)                  |       | 4       | 2     | 1     |         | 0     | 0     | 0       |       | 4           | 2           | 1           | 7      |
| 4.     | Maďarská lidová republika (HUN)        |       | 3       | 0     | 0     |         | 0     | 0     | 0       |       | 3           | 0           | 0           | 3      |
| 5.     | Sovětský svaz (URS)                    |       | 2       | 2     | 4     |         | 0     | 1     | 1       |       | 2           | 3           | 5           | 10     |
| 6.     | Kanada (CAN)                           |       | 1       | 2     | 1     |         | 0     | 0     | 1       |       | 1           | 2           | 2           | 5      |
| 7.     | Rumunská socialistická republika (ROU) |       | 0       | 0     | 0     |         | 1     | 0     | 1       |       | 1           | 0           | 1           | 2      |
| 8.     | Itálie (ITA)                           |       | 0       | 2     | 0     |         | 0     | 0     | 0       |       | 0           | 2           | 0           | 2      |
| 9.     | Švýcarsko (SUI)                        |       | 0       | 1     | 0     |         | 0     | 0     | 1       |       | 0           | 1           | 1           | 2      |
| 9.     | Bulharská lidová republika (BUL)       |       | 0       | 0     | 0     |         | 0     | 1     | 1       |       | 0           | 1           | 1           | 2      |
| 11.    | Francie (FRA)                          |       | 0       | 1     | 0     |         | 0     | 0     | 0       |       | 0           | 1           | 0           | 1      |
| 11.    | Nový Zéland (NZL)                      |       | 0       | 1     | 0     |         | 0     | 0     | 0       |       | 0           | 1           | 0           | 1      |
| 13.    | Nizozemsko (NED)                       |       | 0       | 0     | 0     |         | 0     | 0     | 4       |       | 0           | 0           | 4           | 4      |
| 14.    | Spojené království (GBR)               |       | 0       | 0     | 1     |         | 0     | 0     | 1       |       | 0           | 0           | 2           | 2      |
| 15.    | Dánsko (DEN)                           |       | 0       | 0     | 1     |         | 0     | 0     | 0       |       | 0           | 0           | 1           | 1      |
| Celkem | Celkem                                 |       | 16      | 16    | 16    |         | 16    | 16    | 16      |       | 32          | 32          | 32          | 96     |